# AK砲
AK砲（エーケーほう）は、1986年から1993年にかけて西武ライオンズ（現・埼玉西武ライオンズ）に在籍した、3番打者の秋山幸二（あきやま こうじ）と4番打者の清原和博（きよはら かずひろ）の2人を指す通称。
その後阪神タイガースでもAK砲が誕生したため、本項ではそれについても記述する。

## 西武ライオンズのAK砲
森祇晶監督率いる常勝軍団と呼ばれた西武は、1986年から1993年までの8シーズンでリーグ優勝7回、日本一を6回達成している。その黄金期を象徴するスラッガー2人が「AK砲」である。数多くのアベックホームランを打ち、常勝軍団を支えた。バークレオ（1987年 - 1990年在籍）、デストラーデ（1989年 - 1992年在籍）を加えたクリーンナップは、それぞれAKB砲、AKD砲とも言われた。
1990年5月12日以降、秋山と清原がアベックホームランを放った試合は負けないという「AKアベック不敗神話」が存在していたが、1993年8月13日の福岡ダイエーホークス戦で、アベックホームランを打ったのにもかかわらず試合は5-6で敗れ崩壊した。また同年オフに秋山がホークスにトレード移籍したため、この年が最後のAK砲となった。1986年から1993年の8年間でのAKアベックホームランは通算62回（52勝8敗2分 勝率.867）であった。
プロ野球通算三振記録は、2012年9月16日に谷繁元信が秋山の記録を抜くまで、1位清原1955個、2位秋山1712個でAK砲で1、2位を占めていた。

## 阪神タイガースのAK砲
阪神タイガース時代の新井貴浩（2008年 - 2014年在籍）と金本知憲（2003年 - 2012年在籍）も「AK砲」と言われていた。クレイグ・ブラゼル（2009年 - 2012年在籍）も含めて「AKB砲」と言う場合もあったが、移籍や引退で解消している。